# گمینا مسواکوویتسه
گمینا مسواکوویتسه (به لهستانی:  Gmina Mysłakowice) یک گمینا در لهستان است که در شهرستان یلنگا گورا واقع شده‌است. گمینا مسواکوویتسه ۸۸٫۷۵ کیلومتر مربع مساحت و ۹٬۹۹۰ نفر جمعیت دارد.